# Hansa Hotel
Koordinaten: 22° 40′ 38,6″ S, 14° 31′ 34,1″ O
Das Hansa Hotel ist ein  4-Sterne-Grand Hotel im namibischen Küstenort Swakopmund. Es zählt neben dem Swakopmund Hotel und dem Strand Hotel von O&L Leisure zu den luxuriösesten Übernachtungsmöglichkeiten der Stadt.
Der Name des Hotels beruht auf dem Begriff „Hanse“, da Swakopmund schon damals eine wichtige Stadt der Kaufleute war.

## Geschichte
Anfang des 20. Jahrhunderts eröffnete der Friseurmeister Paul Miersch seinen neuen Salon in einem großen Gebäude. Da viele Zimmer nicht genutzt wurden, vermietete er diese an Reisende und gründete somit 1905 in einem Gebäude nahe dem heutigen Hotelbau das Hansa Hotel.
1954 wurde das Hotel von der Familie Rummel übernommen, vollkommen im kolonialen Stil renoviert und um ein Restaurant erweitert.

## Einrichtungen
Die gesamte Einrichtung des Hotels ist im kolonialen Stil gehalten. Es verfügt über 49 Doppel- und Zweibettzimmer, fünf Familienzimmer und vier Suiten.
Im Hotel befindet sich eines der führenden Gourmet-Restaurants Namibias und zudem eine Bar. Im Innenhof befindet sich ein kleiner Garten mit Springbrunnen.

## Auszeichnungen
Das Hansa Hotel erhielt über mehr als ein Jahrhundert zahlreiche Auszeichnungen:
- Bestes Hotel in Namibia: 1996, 1997, 1998
- HAN Award of Excellence: 1999 bis 2003
- HAN Gold Award: 2006
- Diners Club Weinliste des Jahres in Platin: seit 1996 jährlich